# 長船綱直
長船 綱直（おさふね つななお、? - 慶長4年（1599年）?）は、安土桃山時代の武将。宇喜多氏の家臣。長船貞親の嫡男。長船定行の兄。紀伊守。ちなみに綱直の諱は良質な史料では確認できない。戸川達安の妻の父である「長船紀伊守」とは年代的に父の越中守貞親のことか。

## 経歴
天正19年（1591年）に父の貞親が暗殺され、居城である虎倉城が全焼するという事件があったが、綱直は外出していたため難を免れている。この事件は姻戚関係があった石原一族（妹婿の石原新太郎）が謀ったとする説がある。
文禄3年（1594年）、伏見城普請において普請奉行を務め、そのときの能力を豊臣秀吉に認められて、岡家利に代わって宇喜多氏領国の国政を担った。内政手腕に優れ、宇喜多秀家の側近で岡山城の改修に功のあった中村次郎兵衛や、直家の時代からの用人浮田太郎左衛門とともに、領内検地などにより主家の財政問題解消に取り組んだ。このため、意見を異にした戸川達安や岡貞綱（越前守）と対立したという。キリシタンとなり、宗教面でも日蓮宗徒である戸川や岡貞綱と対立することになる。
慶長2年（1597年）あるいは同4年（1599年）に病死し、その直前に戸川氏とは和解したとされているが、一説には達安や越前守に毒殺されたとも言われている。綱直の専制は、慶長5年（1600年）1月の宇喜多氏のお家騒動（宇喜多騒動）の一因となった。ただし、現存する史料の多くが、秀家やその周辺にいた剛直・中村らを否定的に記した一方的なものが多いことには注意が必要である。